# 석성면
석성면(石城面)은 대한민국 충청남도 부여군의 면이다.
舊 석성군(石城郡)의 중심지다.

## 행정 구역
- 증산리(甑山里): 행정복지센터 소재지.
- 봉정리(鳳亭里)
- 비당리(碑堂里)
- 석성리(石城里)
- 정각리(正覺里)
- 현내리(縣內里)